# Diomma ilsae
Diomma ilsae är en insektsart som först beskrevs av Jacobi 1941.  Diomma ilsae ingår i släktet Diomma och familjen dvärgstritar. Inga underarter finns listade i Catalogue of Life.